# Ixodes persulcatus
Ixodes persulcatus es una especie de garrapata del género Ixodes, familia Ixodidae. Fue descrita científicamente por Schulze en 1930.
Habita en Europa, norte de Asia (excepto China) y Asia meridional. El dimorfismo sexual de la especie es marcado, siendo el macho mucho más pequeño que la hembra. Los huéspedes incluyen ungulados salvajes y domésticos, hombres, perros, conejos y otros pequeños mamíferos, incluidos el lirón, el erizo de Manchuria y, en ocasiones, aves.